# Toni Dragoja
Toni Dragoja, född 12 januari 2004, är en kroatisk simmare.

## Karriär
Vid EM 2024 i Belgrad slutade Dragoja på 30:e plats på 100 meter frisim samt var en del av Kroatiens lag som slutade på fjärde plats på 4×100 meter frisim. Vid kortbane-VM 2024 i Budapest var han en del av Kroatiens kapplag som slutade på sjunde plats på 4×100 meter frisim. Vid U23-EM 2025 i Šamorín tog Dragoja brons på 100 meter frisim.